# Stade Municipal de Magra
Stade Municipal de Magra – stadion piłkarski w Makrze, w Algierii. Obiekt może pomieścić 5000 widzów. Swoje spotkania rozgrywają na nim piłkarze klubu NC Magra.